# Angophora floribunda
Espèce
Classification phylogénétique
Répartition géographique
Angophora floribunda, appelé communément angophore polyflore, est une espèce de plantes à fleurs du genre Angophora et de la famille des Myrtaceae. C'est un arbre originaire d'Australie.

## Description
Angophora floribunda est un arbre qui peut atteindre 30 mètres de hauteur. L'écorce reste sur tout l'arbre, est grise ou brun pâle et à poils courts.
Angophora floribunda est hétérophylle. Les feuilles simples sont toujours disposées en face des branches. Les feuilles des jeunes spécimens sont assises et couvertes de poils raides et simples et de poils glandulaires hérissés (trichomes). Elles ont une longueur maximale de 9 centimètres et une largeur d'environ 3,5 cm, de forme lancéolée ou étroite elliptique. Chez les spécimens d'âge moyen, les feuilles sont droites, vert terne. Les feuilles des spécimens adultes sont divisées en pétiole et en limbe. Le pétiole mesure de 8 à 12 millimètres de long. Sa limbe simple est lancéolée avec une longueur de 8 à 12 cm cm et une largeur de 2 à 3 cm avec un brin pointu et une extrémité supérieure pointue. Le dessus et le dessous des feuilles sont colorés différemment. Les nerfs latéraux sont à des intervalles rapprochés à un angle obtus par rapport au nerf principal. Les cotylédons sont presque circulaires.
La floraison a lieu de novembre à mars. Sur une tige d'inflorescence poilue, nue ou rarement raide, de 15 à 30 mm de longueur, il y a plusieurs inflorescences partielles dans les inflorescences composées mixtes. Le pédoncule chauve ou poilu raide mesure de 4 à 9 mm de long. Les boutons floraux ont une longueur de 4 à 7 mm et un diamètre de 5 à 7 mm, sont de forme sphérique ou ovoïde. Les fleurs hermaphrodites sont blanc crème. L'hypanthe est nervuré. Les quatre sépales sont réduits à quatre dents de calice. Les quatre pétales ont une longueur et une largeur de 3 à 4 mm.
Le fruit pédonculé a une longueur de 7 à 10 mm et un diamètre de 8 à 10 mm, une forme sphérique ou ovale et souvent il se rétrécit vers le haut. Le disque est plat et caché du bord de l'hypanthe ou enfoncé dedans. Les graines sont régulières et aplaties, lisses et semi-brillantes.

## Répartition
L'aire de répartition de Angophora floribunda s'étend à travers l'est de l'Australie, depuis Rolleston et Roma dans le centre du Queensland, à l'est et au centre de la Nouvelle-Galles du Sud jusqu'à l'est de Victoria, où il se trouve à Mallacoota. On le trouve sur les sols alluviaux, généralement sur les sols de schiste ou de basalte.
Dans une forêt ouverte, il est associé à des arbres tels que Casuarina glauca, Eucalyptus globoidea, Eucalyptus pilularis, Eucalyptus blakelyi, Eucalyptus tereticornis, Eucalyptus mannifera, Allocasuarina torulosa, Eucalyptus punctata, Eucalyptus umbra tandis que dans la forêt humide, il pousse aux côtés de Eucalyptus saligna et dans la forêt fermée, de Syzygium smithii, Glochidion ferdinandi, Schizomeria ovata, Ficus coronata et sous les spécimens émergents de Eucalyptus botryoides, Eucalyptus paniculata et Syncarpia glomulifera.
Angophora floribunda est l'hôte de plusieurs espèces de gui Amyema bifurcata, Amyema miquelii, Amyema pendula, Dendrophthoe curvata, Dendrophthoe glabrescens, Dendrophthoe vitellina, Muellerina celastroides et Muellerina eucalyptoides.

## Écologie
Angophora floribunda se régénère en repoussant des bourgeons épicormiques après le feu de brousse. Les arbres vivent plus de cent ans.
Le renard volant à tête grise et le petit renard volant mangent les fleurs, le Méliphage serti fouille parmi les fleurs. L'arbre est utilisé comme site de nidification par le Méliphage régent. Le Myzomèle écarlate a été observé en train de déchirer l'écorce pour construire un nid.
Les espèces de coléoptères Curis caloptera, Stigmodera andersoni, Stigmodera terminatis et Stigmodera vigilans visitent également les fleurs, ces trois dernières espèces étant assez spécifiques dans leur préférence pour Angophora floribunda. Les espèces de longicornes Paroplites australis et Agrianome spinicollis ont été observées sur l'arbre.

## Source de la traduction
- (en) Cet article est partiellement ou en totalité issu de l’article de Wikipédia en anglais intitulé « Angophora floribunda » (voir la liste des auteurs).